# Teatro en la educación
El teatro en el ámbito de la educación forma parte de las técnicas pedagógicas utilizadas para desarrollar las capacidades de expresión y comunicación de los alumnos centrándose no sólo en las habilidades lingüísticas de leer, escribir, escuchar o hablar sino, sobre todo, en la habilidad de comunicar.

## Historia
Como recurso didáctico ha sido utilizado en todas las épocas y situaciones. Desde los diálogos teatrales creados por el humanista Juan Luis Vives para la enseñanza del latín a los universitarios durante el Renacimiento, hasta las modernas técnicas de dramatización que contemplan la enseñanza como un todo, en las cuales teoría y práctica se retroalimentan y se contemplan tanto los aspectos cognitivos de la formación como los aspectos afectivos, perceptivos, psicomotores, artísticos y sociales.
Sin embargo, el teatro no se puede reducir en la escuela a un mero instrumento didáctico. Para delimitar bien todas las facetas de la enseñanza del teatro en la educación se deberían abordar, desde un enfoque global, áreas de conocimiento que van desde la teoría literaria, la semiótica teatral, la didáctica de las lenguas, la animación lectora, el arte dramático y otras, hasta las relacionadas con los talleres de escritura, la expresión corporal, el fomento de la creatividad, la expresión artística o la educación emocional. Y lo que es más importante, tener en cuenta los aspectos metodológicos que ayudan el desarrollo de la capacidad de interrelación de todas estas formas de expresión por medio de la interdisciplinariedad.[cita requerida]

## Objetivos del teatro en la educación
El teatro en la educación no busca formar a los estudiantes como artista, sino que la actividad se convierta como un medio para desarrollar capacidades y actitudes positivas, tales como:
- Elevar la autoestima y la autoconfianza en los alumnos.
- Crear en el aula un marco de convivencia agradable entre los compañeros y entre éstos y el profesor.
- Fomentar hábitos de conducta que potencien la socialización, tolerancia y cooperación entre compañeros.
- Hacer sentir a los escolares la necesidad de someterse a una disciplina necesaria en todo grupo.
- Sembrar inquietudes intelectuales para que los alumnos disfruten del estudio y de la investigación.
- Sensibilizar a las familias acerca del proceso educativo de sus hijos.